# Особняк Герасимова
Особняк Герасимова — старинный дом в Ростове-на-Дону на ул. Социалистическая. Здание относится к Памятникам истории и культуры регионального значения.
Адрес: г. Ростов-на-Дону, ул. Социалистическая, 13

## История
Дом на Никольской, 29 (дорев. ныне ул. Социалистическая, 13) был построен в конце XIX — 1890 г. в стиле неоклассической эклектики. Дом входил в состав городского подворья, от тех времен сохранились входные ворота. При строительстве использовался кирпич завода А. А. Леванидова. В свое время участок под зданием оценивался в 900 рублей. Его владельцами была семья ростовских мещан, супругов Нецветайленко — Степан Семенович и Елизавета. В 1900 году участок оценивался в 1800 рублей. В это время участок приобрел Ф. М. Горбенко, который был его собственником и первым владельцем особняка на протяжении около пятнадцати лет. Монограмма с инициалами «ФГ» на декоративных вставках над оконными проемами дома раскреповок южного и восточного фасадов это подтверждает.
В 1904 году участок оценен в 5700 рублей. По данным Охранного обязательства объекта культурного наследия, Ф. М. Горбенко является представителем известного в Ростове — на — Дону купеческого рода. Его отец, Моисей Яковлевич Горбенко, купец первой гильдии, владелец завода по производству известки, на свои деньги он построил Иоанно — Предтеченскую церковь на территории Затемерницкого поселения. В 1914 году хозяином особняка стал Яков Родионович Герасимов — владелец кожевенного магазина на Старом базаре (в настоящее время — Центральный рынок). В свое время Герасимов финансировал работы по переносу Александро-Невской церкви с площади Нового базара на территорию братского кладбища.
В годы советской власти здание было национализировано и использовалось как жилой дом. Затем там находился городской детский сад № 14. В это время вход в здание украшал ажурный кованый козырёк, исчезнувший, в последующее десятилетие.
В 2015 году началось воссоздание памятника, после окончания которой его занял пятизвёздочный отель «FG». Открытие отеля было приурочено к 130-летию памятника — 2 февраля 2020 года.

## Архитектура
Здание относится к типичным городским особнякам конца XIX века. Находилось оно в историческом центре г. Ростова-на- Дону. Главным фасадом выходило на ул. Социалистическую. Здание представляло собой Г-образное одноэтажное кирпичное строение с подвалом и многоскатной крышей. Композиционную основу фасада определял ряд прямоугольных оконных проемов, поддержанный боковыми выступающими раскреповками фасада. Симметрию фасада подчёркивают крайние раскреповки с аттиками сложной конфигурации, одна из которых акцентирует парадный вход. В оформлении южного и восточного фасада использовались композиционные приемы и штукатурный декор, характерный для неоклассического направления эклектики с элементами стиля неогрек. К зданию было выполнено несколько пристроек.
Применение указанных сочетаний архитектурных элементов в композициях, пропорции зданий и фасадов, тщательная проработка декора и характерные творческие приемы дают основания предполагать, что проект особняка Герасимова, выполненного в неоклассическом направлении эклектики с элементами неогрека, принадлежит архитектору Н. А. Дорошенко. Если учесть, что здание достраивалось в 1900—1904 годах, то вероятно работы проводились уже после смерти Дорошенко под надзором архитектора Н. Н. Дурбаха. Известно, что Дурбах достраивал Доходный дом В. Р. Максимовых, расположенный на улице Московская, 72, начатый при жизни Николая Александровича Дорошенко.